# Zak Orth

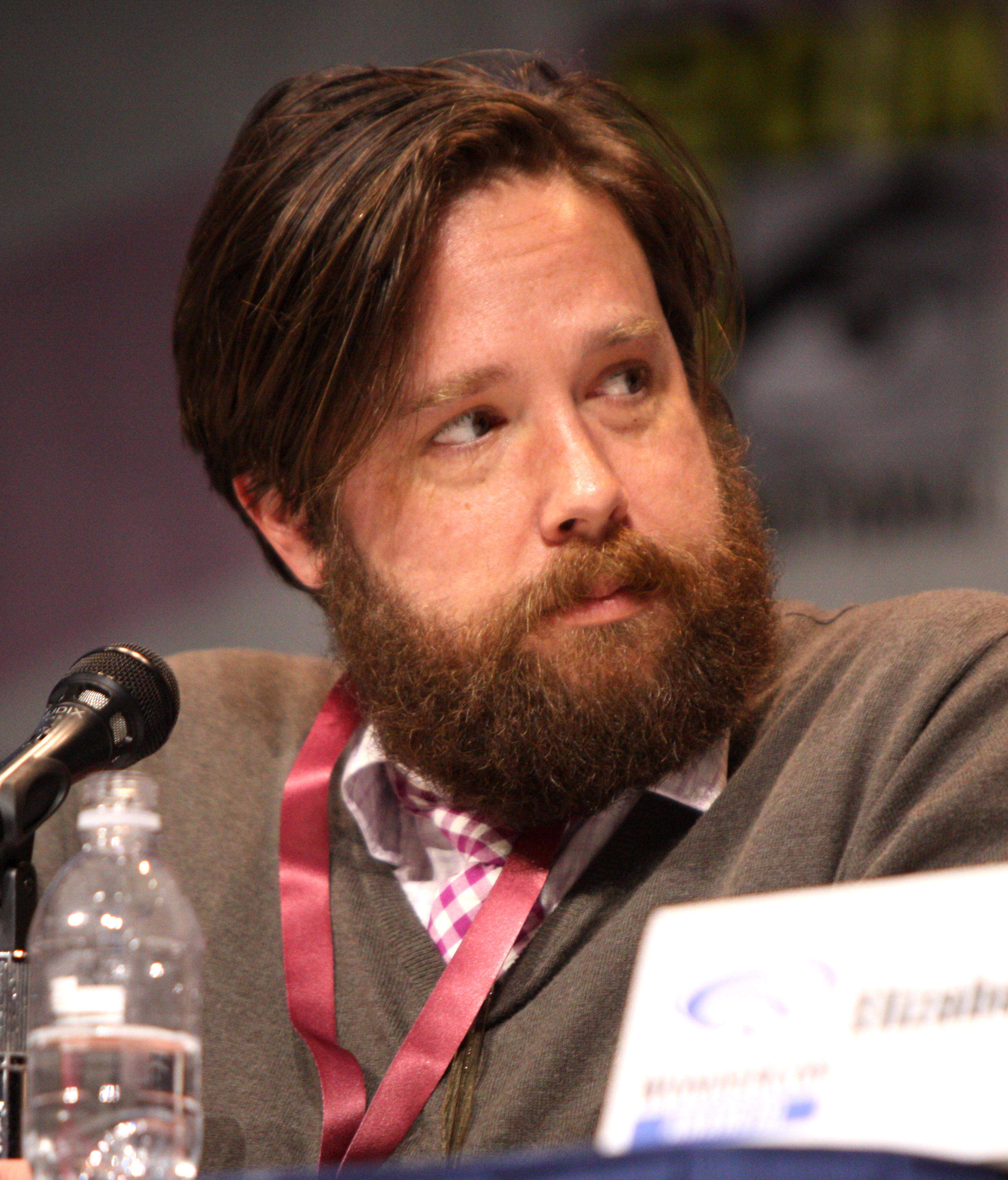
Zak Orth auf der WonderCon 2013

Adam Zachary „Zak“ Orth (* 15. Oktober 1970 in Libertyville, Illinois) ist ein US-amerikanischer Schauspieler.

## Leben und Karriere
Zak Orth wurde als Sohn eines Opernsängers und einer Klavierlehrerin in Libertyville geboren. Er besuchte die DePaul University in Chicago, die er mit einem Master of Fine Arts abschloss.
Seine erste Rolle vor der Kamera übernahm er 1994 mit einem Auftritt im schwarzhumorigen Independentfilm Spanking the Monkey. 1996 spielte er eine kleine Rolle in William Shakespeares Romeo + Julia von Regisseur Baz Luhrmann. Weitere Filmnebenrollen übernahm er anschließend in In & Out, Die Frau meines Lehrers, Schnee, der auf Zedern fällt, Den Einen oder Keinen, Loser – Auch Verlierer haben Glück und in Wet Hot American Summer im Jahr 2001. In den später veröffentlichten Serien zu letztgenanntem Film trat Orth ebenfalls in der Rolle des J.J. auf. 2004 war er in der Tragikomödie Melinda und Melinda von Woody Allen zu sehen. 2005 folgte eine Rolle in der Komödie Couchgeflüster – Die erste therapeutische Liebeskomödie. 2010 übernahm er eine kleine Rolle in Die etwas anderen Cops. 2012 spielte er Renfield in Vamps – Dating mit Biss.
Seine Serienauftritte in Gastrollen umfassen Fringe – Grenzfälle des FBI, 30 Rock, Nurse Jackie, NYC 22, Elementary, Good Wife, Happyish und Veep – Die Vizepräsidentin. Von 2012 bis 2014 spielte er die Rolle des Aaron Pittman in der Serie Revolution. Auch in den Serien Casual und Falling Water übernahm er wiederkehrende Rollen.
Zusammen mit dem Drehbuchautor und Schauspieler Michael Showalter bildet er das Musiker-Komödianten-Duo The Doilies. Orth ist seit 2010 in zweiter Ehe verheiratet. Mit seiner ersten Frau hat er ein gemeinsames Kind.

## Filmografie (Auswahl)
- 1994: Spanking the Monkey
- 1995: Law & Order (Fernsehserie, Episode 6x04)
- 1996: Der Zufallslover (The Pallbearer)
- 1996: William Shakespeares Romeo + Julia (William Shakespeare’s Romeo and Juliet)
- 1997: In & Out
- 1998: The Sound of War (When Trumpets Fade, Fernsehfilm)
- 1999: Die Frau meines Lehrers (My Teacher’s Wife)
- 1999: Schnee, der auf Zedern fällt (Snow Falling on Cedars)
- 2000: Den Einen oder Keinen (Down to You)
- 2000: Loser – Auch Verlierer haben Glück (Loser)
- 2001: Wet Hot American Summer
- 2002: Monday Night Mayhem (Fernsehfilm)
- 2003: Kill the Poor
- 2004: Hair High (Stimme)
- 2004: Melinda und Melinda (Melinda and Melinda)
- 2005: The F Word
- 2005: Baxter – Der Superaufreißer (The Baxter)
- 2005: Couchgeflüster – Die erste therapeutische Liebeskomödie (Prime)
- 2006: Cheap Seats: Without Ron Parker (Fernsehserie, 2 Episoden)
- 2007: Das 10 Gebote Movie (The Ten)
- 2007: Mitten ins Herz – Ein Song für dich (Music and Lyrics)
- 2008: John Adams – Freiheit für Amerika (John Adams, Miniserie, Episode 1x06)
- 2008: Life in Flight
- 2008: Vicky Cristina Barcelona
- 2008: Fringe – Grenzfälle des FBI (Fringe, Fernsehserie, Episode 1x03)
- 2009: (Untitled)
- 2009: Peter and Vandy
- 2009: 30 Rock (Fernsehserie, Episode 3x11)
- 2009: Wainy Days (Fernsehserie, Episode 4x02)
- 2009: Nurse Jackie (Fernsehserie, Episode 1x07)
- 2010: Monogamy
- 2010: Ich sehe den Mann deiner Träume (You Will Meet a Tall Dark Stranger, als Erzähler)
- 2010: Die etwas anderen Cops (The Other Guys)
- 2012: NYC 22 (Fernsehserie, Episode 1x01)
- 2012: Vamps – Dating mit Biss (Vamps)
- 2012–2014: Revolution (Fernsehserie, 42 Episoden)
- 2014: They Came Together
- 2014: Elementary (Fernsehserie, Episode 3x02)
- 2014: Good Wife (The Good Wife, Fernsehserie, Episode 6x10)
- 2015: Happyish (Fernsehserie, 3 Episoden)
- 2015: Wet Hot American Summer: First Day of Camp (Fernsehserie, 8 Episoden)
- 2015: Matters of the Heart
- 2015–2016: Above Average Presents (Fernsehserie, 2 Episoden)
- 2015–2016: Veep – Die Vizepräsidentin (Veep, Fernsehserie, 3 Episoden)
- 2015–2018: Casual (Fernsehserie, 15 Episoden)
- 2016–2018: Falling Water (Fernsehserie, 18 Episoden)
- 2017: Wet Hot American Summer: 10 Jahre später (Wet Hot American Summer: Ten Years Later, Fernsehserie, 8 Episoden)
- 2018: Human Kind Of (Fernsehserie, 19 Episoden)
- 2020: Zoey’s Extraordinary Playlist (Fernsehserie, 5 Episoden)
- 2023: Tiny Beautiful Things (Miniserie)